# FK Jedinstvo Paraćin
Fudbalski Klub Jedinstvo Paraćin (serb.: Фудбалски Клуб Jeдинcтвo Пapaћин) – serbski klub piłkarski z siedzibą w Paraćinie (w okręgu pomorawskim). Został utworzony w 1925 roku, jako PSD Paraćin (Paraćinsko Sportsko Društvo). Obecnie występuje w Srpskiej lidze (3. poziom serbskich rozgrywek piłkarskich), w grupie Istok. 
W czasach Federalnej Republiki Jugosławii "Jedinstvo Paraćin" 6 sezonów występowało w rozgrywkach Drugiej ligi SR Јugoslavije: sezony 1995/96-96/97 i sezony 1998/99-2001/02.

## Stadion
Klub rozgrywa swoje mecze domowe na stadionie Stadion Gradski w Paraćinie, który może pomieścić 8.000 widzów.

## Sezony
| Sezon                          | Liga                                             | Poziom | Miejsce |
| Federalna Republika Jugosławii |                                                  |        |         |
| 1999/00                        | Druga liga SR Јugoslavije – Grupa Istok (Wschód) | II     | 4       |
| 2000/01                        | Druga liga SR Јugoslavije – Grupa Istok (Wschód) | II     | 5       |
| 2001/02                        | Druga liga SR Јugoslavije – Grupa Istok (Wschód) | II     | 14      |
| 2002/03                        | Srpska liga (Grupa Timok)                        | III    | 9       |
| Serbia i Czarnogóra            |                                                  |        |         |
| 2003/04                        | Zonska liga (Pomoravska zona)                    | IV     | 1       |
| 2004/05                        | Srpska liga (Grupa Istok)                        | III    | 9       |
| 2005/06                        | Srpska liga (Grupa Istok)                        | III    | 9       |
| Serbia                         |                                                  |        |         |
| 2006/07                        | Srpska liga (Grupa Istok)                        | III    | 13      |
| 2007/08                        | Zonska liga (Pomoravsko-Timočka zona)            | IV     | 2       |
| 2008/09                        | Srpska liga (Grupa Istok)                        | III    | 11      |
| 2009/10                        | Srpska liga (Grupa Istok)                        | III    | 13      |
| 2010/11                        | Srpska liga (Grupa Istok)                        | III    | 15      |
| 2011/12                        | Zonska liga (Pomoravsko-Timočka zona)            | IV     | 2       |
| 2012/13                        | Zonska liga (Pomoravsko-Timočka zona)            | IV     | 3       |
| 2013/14                        | Srpska liga (Grupa Istok)                        | III    | 14      |
| 2014/15                        | Zonska liga (Grupa Zapad)                        | IV     | 2       |
| 2015/16                        | Zonska liga (Grupa Zapad)                        | IV     | 1       |
| 2016/17                        | Srpska liga (Grupa Istok)                        | III    | 6       |
| 2017/18                        | Srpska liga (Grupa Istok)                        | III    | 5       |
| 2018/19                        | Srpska liga (Grupa Istok)                        | III    | 15      |
| 2019/20                        | Zonska liga (Grupa Zapad)                        | IV     | 2 *     |
| 2020/21                        | Srpska liga (Grupa Istok)                        | III    | ?       |

 * Z powodu sytuacji epidemicznej związanej z koronawirusem COVID-19 rozgrywki sezonu 2019/2020 zostały zakończone po rozegraniu 17 kolejek.

## Sukcesy
- mistrzostwo Srpskiej ligi – Grupa Istok (III liga) (1x): 1995 (awans do Drugiej ligi SR Јugoslavije).
- mistrzostwo Zonskiej ligi (IV liga) (2x): 2004 i 2016 (awanse do Srpskiej ligi).
- wicemistrzostwo Zonskiej ligi (IV liga) (2x): 2008 i 2020 (awanse do Srpskiej ligi).
- wicemistrzostwo Zonskiej ligi (IV liga) (2x): 2012 i 2015.

## Reprezentanci kraju grający w klubie
- Nenad Đorđević
- Filip Kasalica
- Ivan Dudić